# Hans-Joachim Bremermann
Hans-Joachim Bremermann (14 de setembro de 1926, Bremen, Alemanha – 21 de fevereiro de 1996, Berkeley, Estados Unidos) foi um matemático, biofísico e professor da Universidade da Califórnia em Berkeley. Trabalhou com ciência da computação e evolução, introduzindo novas ideias sobre como o acasalamento gera novas combinações genéticas. O teorema do Limite de Bremermann, nomeado sem sua homenagem, é a velocidade máxima computacional de um sistema auto-suficiente no universo material.

## Início de vida
Hans-Joachim Bremermann nasceu em Bremen, Bremen, em 14 de setembro de 1926, filho de Bernard Bremermann e Berta Wicke.

## Carreira
Bremermann concluiu seu doutorado na área de física e matemática em 1951 na Universidade de Münster, com o título de dissertação Die Charakterisierung von Regularitätsgebieten durch pseudokonvexe Funktionen (traduzido livremente como a caracterização do pseudo-funções convexas com regularidade), tornando-o um especialista em análises complexas. Em 1952 veio para os Estados Unidos como pesquisador da Universidade de Stanford e em 1953 foi indicado como pesquisador assistente na Universidade Harvard.
Após um breve retorno a Munster em 1954, voltou aos Estados Unidos para o Instituto de Estudos Avançados de Princeton e depois foi indicado ao cargo de professor assistente na Universidade de Washington.
Em 1959 Bremermann aceitou a indicação de professor associado na Universidade de Berkeley onde viria a ficar pelo resto de sua carreira onde aplicou seus conhecimentos matemáticos na física, teoria de distribuição, teoria da computação, inteligência artificial e biologia matemática. Lecionou as cadeiras de matemática e biofísica, sendo promovido a professor em 1966.